# Білокобильський Сергій Михайлович
Сергі́й Миха́йлович Білокоби́льський (1983—2014) — капітан Збройних сил України, учасник російсько-української війни.

## Життєпис
Народився 1983 року в селі Курячівка Марківського району Луганської області. 2000-го закінчив Бондарівську загальноосвітню школу.
З 13 липня 2000 року — в лавах Збройних Силах України. 2004 року закінчив Полтавський військовий інститут зв'язку. Помічник начальника зв'язку 55-ї окремої артилерійської бригади.
Загинув 19 липня 2014 року у часі обстрілу позицій 3-ї гаубичної батареї терористами в районі с. Дякове, Антрацитівського району Луганської області.
Удома лишилися батько, мама Людмила Миколаївна, дружина та 6-річна донька.
Похований в селі Курячівка.

## Нагороди та вшанування
- 14 серпня 2014 року — за особисту мужність і героїзм, виявлені у захисті державного суверенітету та територіальної цілісності України, вірність військовій присязі під час російсько-української війни, відзначений — нагороджений орденом Богдана Хмельницького III ступеня (посмертно).
- 2017 року в Бондарівській гімназії встановлено пам'ятну дошку Сергію Білокобильському.